# Pylône (Égypte antique)
Pour les articles homonymes, voir Pylône.

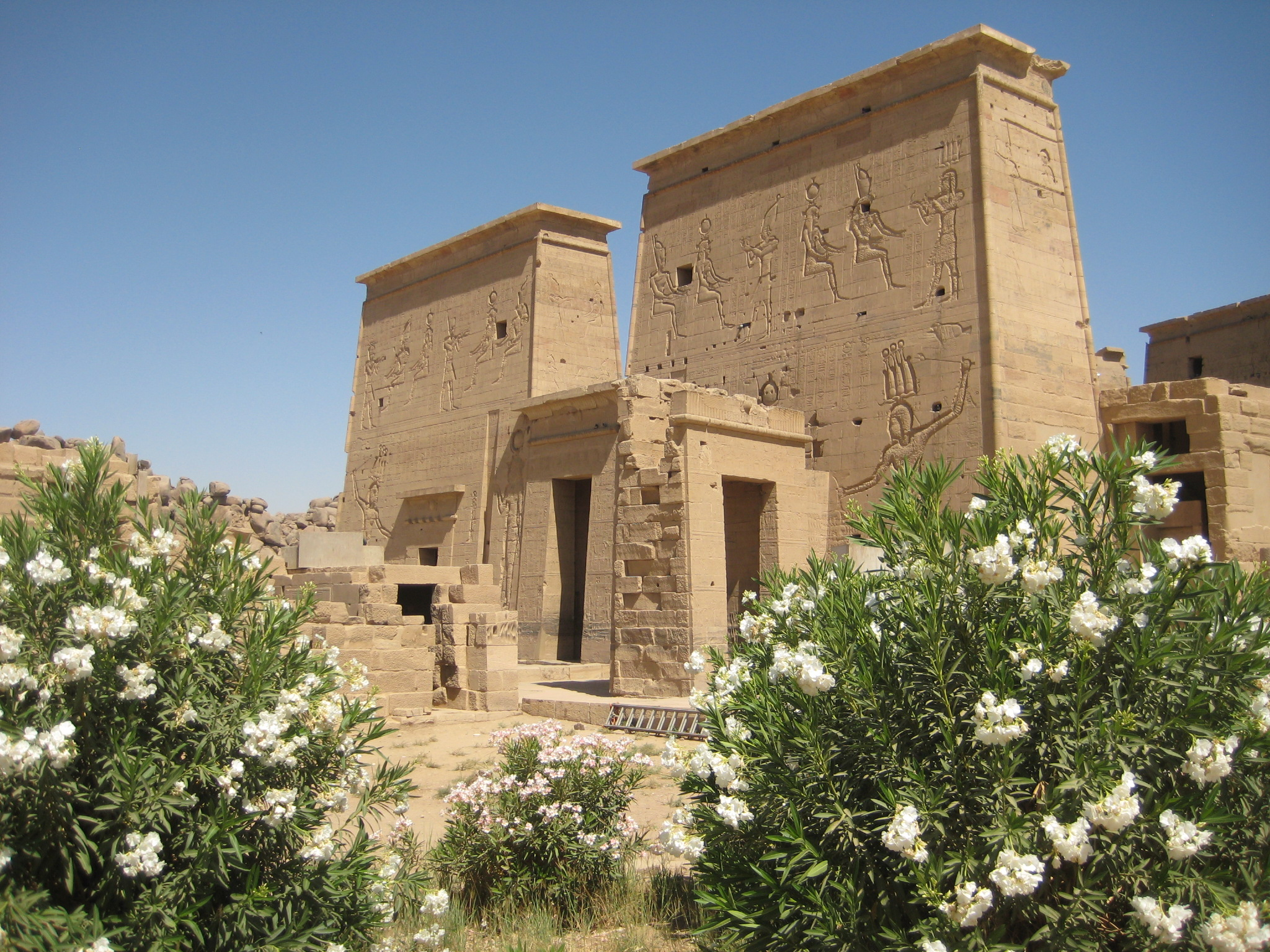
Premier pylône du temple d'Isis, Philæ

Un pylône (terme issu du grec πυλών / pulṓn, « portail ») est une construction monumentale formée de deux tours à base rectangulaire reliées par un linteau, offrant une porte d’entrée dans les temples égyptiens. À l'extérieur, des renfoncements permettaient de planter d’immenses mâts à l’extrémité desquels flottaient des oriflammes, annonçant de loin la présence de la maison divine.
Pour se rendre au temple, les Égyptiens empruntent l'allée pavée bordée de Sphinx, appelée dromos, qui part généralement d'un quai au bord du Nil et où les prêtres et le dieu accostent lors des cérémonies. Le pylône (bekhenet, « bḫnt » en égyptien) marque l'entrée de l'enceinte du temple. Précédé de statues colossales du roi et d'obélisques, il ouvre sur une cour à portique qui constitue la partie publique du temple. Cette esplanade est la seule zone accessible à la foule lors des processions car le sanctuaire proprement dit leur est interdit.
| D58 | Aa1 · N35 · t | F5 | O21 | ou | O32 |

| D58 | Aa1 · N35 · t | F5 | O21 | ou | O32 |

Si, à l'origine, le pylône a pu servir à défendre vraiment l'accès du temple, la fonction a disparu pour devenir symbolique, puisque des pylônes ont été érigés à l'intérieur même des enceintes sacrées déjà protégées. À défaut d'ennemis humains, ils font ainsi obstacles aux forces impures.
Sur ce plan schématique des temples égyptiens, se sont greffés au cours des siècles des variantes et des ajouts successifs. Les temples les plus importants peuvent comporter une seconde cour avec un pylône de dimensions inférieures à celles du premier. Lors d'agrandissements successifs d'un temple, une nouvelle porte, donc un nouveau pylône, était érigée ; c'est ainsi que l'on compte dix pylônes au temple de Karnak qui a fait l'objet de remaniements incessants depuis le Moyen Empire.

## Différentes parties du pylône

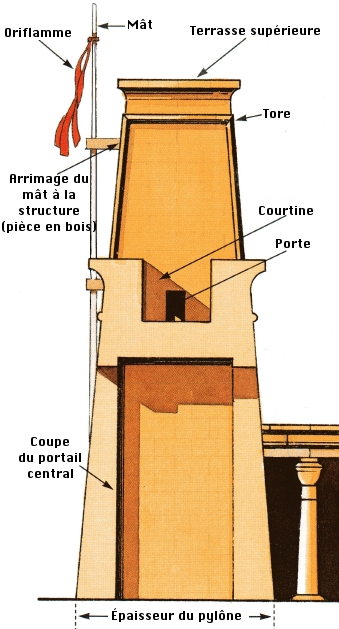
Dessin en coupe d'un pylône de temple

Le pylône est constitué de deux grands massifs en pierre enserrant une porte, à pans inclinés. Chaque côté de la façade est creusé de une à quatre rayures verticales réservées à des mâts au sommet desquels flottent des oriflammes multicolores, coutume en vigueur dans tous les temples dès le Nouvel Empire.
Les parois extérieures sont en blocs de pierre taillés, assemblés à joints vifs, sans liant ni mortier, alors que le remplissage intérieur consiste en pierres diversement calibrées et maçonnées, et en blocs souvent récupérés sur d'anciennes constructions ayant cessé de plaire. C'est ainsi qu'Horemheb, dernier roi de la XVIIIe dynastie, utilisera pour l'édification de ses propres pylônes, les pierres du temple de son prédécesseur Akhenaton.
À l'origine garni de portes monumentales richement ouvragées, le haut portail central est surmonté d'une corniche et d'un linteau traditionnellement décoré du disque ailé. Son toit en terrasse forme une courtine entre les deux tours. Chaque angle est agrémenté sur toute la hauteur d'un tore, moulure de section circulaire rappelant les bourrelets de paille et de pisé des constructions ancestrales. Une corniche traditionnelle, sculptée et peinte, dite « gorge égyptienne », couronne et enserre une toiture formant terrasse supérieure sur chaque sommet de l'édifice.
Au rez-de-chaussée de la cour, deux petites portes donnent accès aux escaliers intérieurs à quart tournant, faiblement éclairés par des oculi. Ces escaliers desservent les terrasses et des petites salles utilitaires en nombre et en niveaux variables, parfois munies d'une ouverture sur la façade extérieure pour permettre d'arrimer les mâts et de hisser les oriflammes.
Si au Moyen Empire qui voit le développement de ce type de portail monumental, ils sont bâtis exclusivement en briques, à l'exception de la porte centrale, à partir du Nouvel Empire ils sont de plus en plus fréquemment bâtis en pierre. Leur forme générale reste assez invariable, les murs accusant un fruit assez important ce qui favorise l'édification de tours toujours plus hautes selon l'importance des sanctuaires. Visibles de loin au milieu de la cité, ils dominaient aisément les maisons et immeubles construits eux en briques crues et ne dépassant que rarement les trois niveaux d'élévation. 
La seule variante réellement constatée dans leur forme se trouve dans les pylônes de temples solaires comme à Héliopolis où les deux môles des pylônes devaient être plus étroits et moins large selon la maquette de l'entrée du temple d'Atoum de Séthi Ier retrouvée à Tell el-Yahoudieh. À Abou Simbel, un petit oratoire solaire dédié par Ramsès II a notamment livré un exemplaire en modèle réduit de pylône solaire qui présente cette caractéristique d'une élévation étroite, aux murs raides. À Akhetaton la ville du disque solaire Aton fondée par Akhenaton, ils sont également étroits et droits et les portes axiales présentaient un linteau brisé afin de laisser passer les rayons du soleil.